# Port lotniczy Mount Hagen
Port lotniczy Mount Hagen (IATA: HGU, ICAO: AYMH) – port lotniczy zlokalizowany w mieście Mount Hagen, w Papui-Nowej Gwinei.

## Linie lotnicze i połączenia
- Air Niugini (Port Moresby)
- Airlines PNG (Cairns, Kikori, Kiunga, Lae, Moro, Port Moresby, Tabubil)